# Альфа привативум
А́льфа привати́вум (лат. alpha privativum, «лишённая альфа», греч. ἀ στερητικόν) — в морфологии древнегреческого языка префикс ἀ- a-, выражающий отсутствие признака, выраженного корнем слова. Если отрицаемое слово начинается с гласного, то префикс становится обычно политоническим (греч. ἀν- an-).
В русском языке альфа привативум появляется в заимствованных словах, таких как Апатия или аномалия, а также в неологизмах вроде асоциальность. Функционально, а также с точки зрения исторической фонетики идентичен латинскому in- (например, индифферентность), санскритскому अ- a- (अन- an-), а также английскому un-, немецкому un- (например, англ. unable, нем. untätig). Все они развились из протоиндоевропейского префикса *n̥-.
Примеры:
| русский   | греческий       | дословно          | значение            |
| асфальт   | греч. ἄ-σφαλτος | не обрушивающийся | стойкий             |
| убежище   | греч. ἄ-συλος   | не ограбленный    | надёжный            |
| анорексия | греч. ἀν-όρεξις | нет потребности   | отсутствие аппетита |